# Leucophanes vitianum
Leucophanes vitianum är en bladmossart som beskrevs av C. Müller 1874. Leucophanes vitianum ingår i släktet Leucophanes och familjen Calymperaceae. Inga underarter finns listade i Catalogue of Life.